# Shawqi Abi Shaqra
Shawqi Abi Shaqra, född 1935, död 10 oktober 2024, var en libanesisk poet.
Abi Shaqra var kulturredaktör för dagstidningen an-Nahar. Hans poesi är experimentell men ändå med rötterna i den libanesiska traditionen. Under 1950- och 1960-talen var han knuten till kretsen kring poesitidskriften Shir.